# الطوب المعماري بنفطة

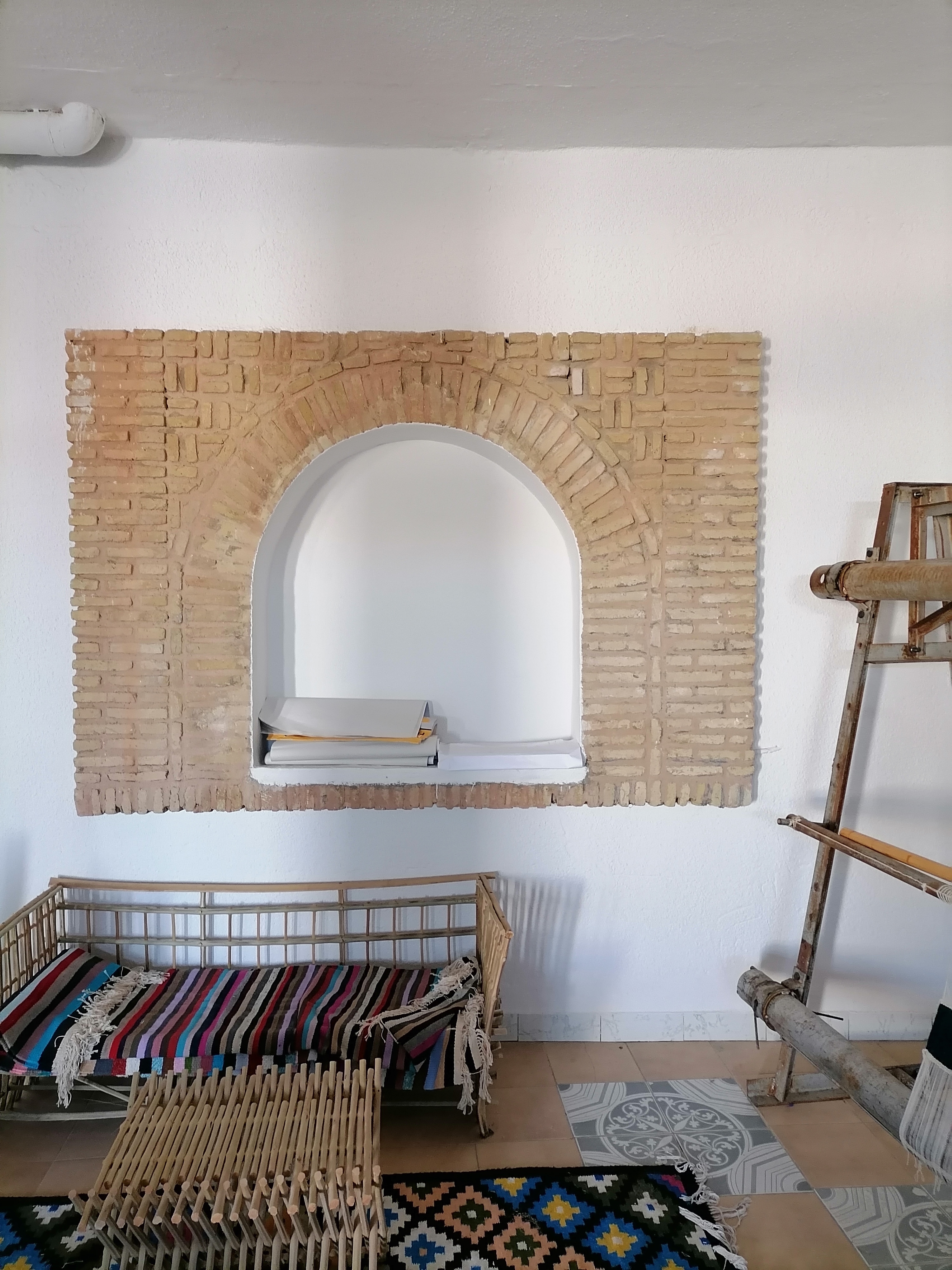
صورة لقالب نفطة لتزين شباك

الطوب المعماري بنفطة أو القالب كما يحلو لسكان نفطة بالجنوب التونسي تسميته ,يستعمل في التشييد والبناء وخاصة للزينة عادة ما يكون شكله متوازي مستطيلات ويصنع من الرمل و الطين و الماء و يوضع في قوالب لتقسيمه ليجفف تحت الشمس ثم يوضع في الفرن المخصص لذالك و تجده عادة في جميع منازل متاسكني نفطة كطابع معماري للمنطقة .